# Xã Brush Creek, Quận Gasconade, Missouri
Xã Brush Creek (tiếng Anh: Brush Creek Township) là một xã thuộc quận Gasconade, tiểu bang Missouri, Hoa Kỳ. Năm 2010, dân số của xã này là 777 người.